# Melanthium latifolium
Melanthium latifolium là một loài thực vật có hoa trong họ Melanthiaceae. Loài này được Desr. miêu tả khoa học đầu tiên năm 1797.